# Brenthis lemmis
Brenthis lemmis är en fjärilsart som beskrevs av Gerardo Baldizzone 1967. Brenthis lemmis ingår i släktet Brenthis och familjen praktfjärilar. Inga underarter finns listade i Catalogue of Life.